# Farshid Jalalvand
Farshid Jalalvand, född 13 juli 1984 i Teheran, är en svensk skribent och författare samt mikrobiolog och medicinsk forskare.

## Biografi
Jalalvand föddes i Iran och kom med sin familj till Sverige 1987. Han är uppvuxen i Malmö och i en radioessä 2013 skildrade han uppväxten där. År 2005 började Jalalvand på molekylärbiologiprogrammet vid Lunds universitet. Han disputerade 2015 i medicinsk mikrobiologi på en doktorsavhandling om bakteriella koloniseringsfaktorer, patogener och vaccinutveckling.
Åren 2016–2019 innehade Jalalvand en forskartjänst som postdoktor vid Köpenhamns universitet. Från 2019 var han forskarassistent vid Lunds universitet, varefter han fick anställning på Läkemedelsverket.

## I media
Jalalvand är krönikör i Dagens Nyheters Lördagsmagasin. Under coronapandemin 2020–2021 angav Lunds universitet honom som en av ett större antal forskare som medier kunde tillfråga i en roll som expert.. Under pandemins mer intensiva år framträdde han regelbundet i svenska medier som vaccinexpert och gjorde även en serie korta radioprogram om vaccinernas historia. Han har varit krönikör i Tidningen Curie.
Den 5 augusti 2022 var han värd i Sommar i P1. Samma år utgav han boken Apan & filosofen: evolutionära svar på filosofiska frågor på förlaget Fri tanke.